# Xã Mountain, Quận Faulkner, Arkansas
Xã Mountain (tiếng Anh: Mountain Township) là một xã thuộc quận Faulkner, tiểu bang Arkansas, Hoa Kỳ. Năm 2010, dân số của xã này là 363 người.